# Frenologia

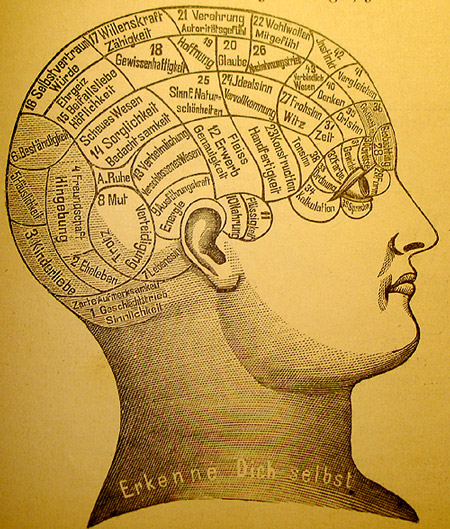
XIX-wieczny schemat frenologiczny

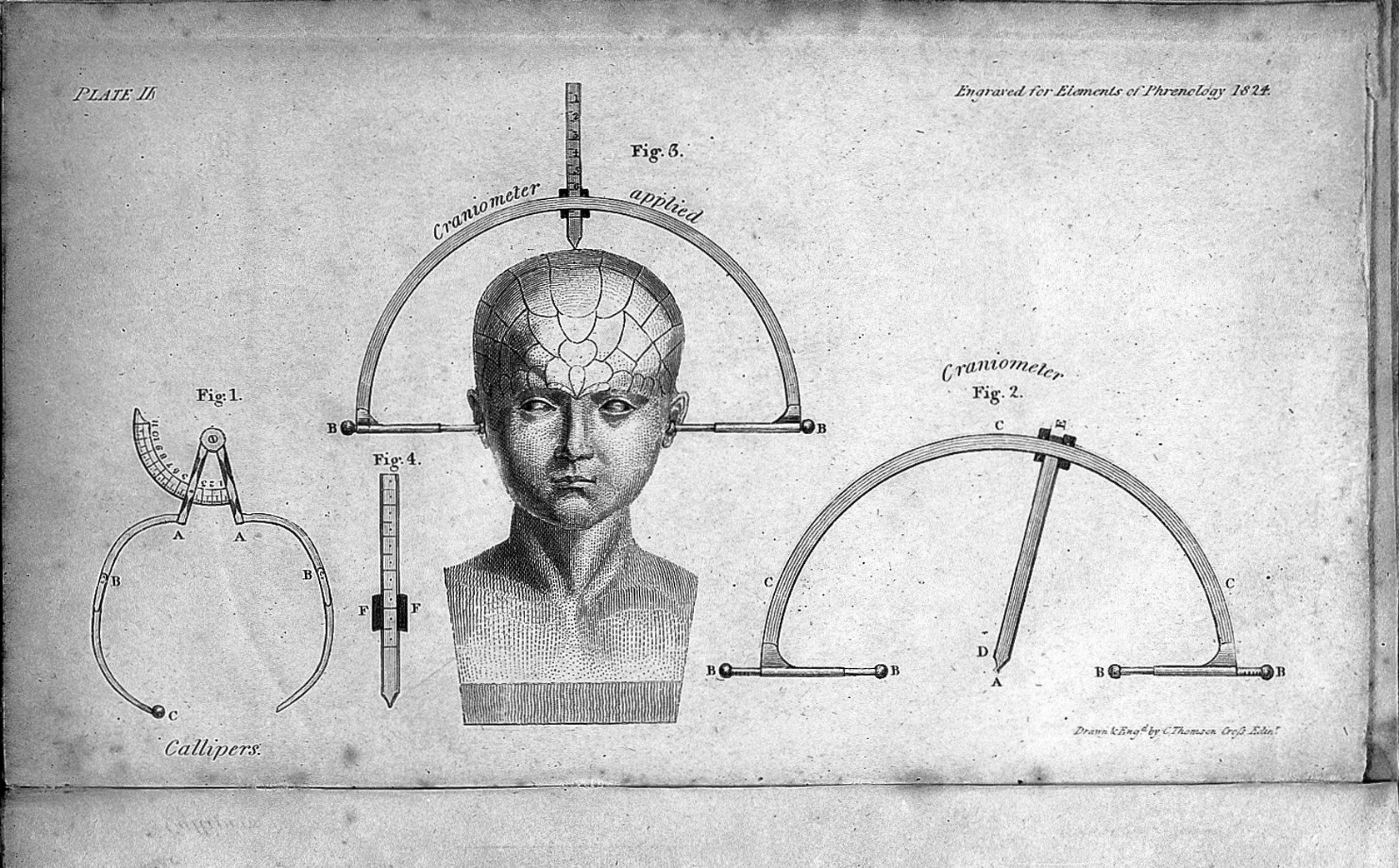
„The new craniometer” – ilustracja z książki Elements of phrenology (George Combe, 1845)

Frenologia (gr. phrēn – rozum) – pseudonaukowa teoria neuropsychologiczna, wedle której kora mózgu jest podzielona na odrębne ośrodki, z których każdy zapewniał fizykalne podstawy zjawisk psychicznych.
Opracowali ją w XVIII i XIX wieku Franz Joseph Gall i Johann Spurzheim.

## Opis teorii
Zjawiska psychiczne, o jakich stwierdza ta koncepcja, stanowią wybór, prawdopodobnie zupełnie subiektywny, różnych zdolności intelektualnych, muzycznych, cech charakteru itp. Frenolodzy zakładali, że te różne talenty i zdolności u różnych ludzi rozwijają się w różny sposób, co ma swoje odzwierciedlenie również w anatomicznych rozmiarach odpowiedniego ośrodka korowego – a więc odpowiedniej części kory mózgu. Ponieważ pewne przymioty intelektualne, o jakich koncepcja ta mówi, rozwijały się silniej, ich neuroanatomiczne podłoże również przyjmowało większe rozmiary, a tym samym miało wpływ na rozwój kształtu czaszki. Tym samym określony ośrodek korowy (utożsamiony z określoną funkcją psychiczną) o większych rozmiarach powodował w tym właśnie miejscu uwypuklenie czaszki. W praktyce poglądy te sprowadzały się do twierdzeń frenologów, że na podstawie kształtu czyjejś czaszki są w stanie określić, jakie ta osoba ma talenty i ułomności. Koncepcja ta była bardzo popularna i przez wiele osób traktowana poważnie (zob. Edinburgh Phrenological Society). Przeprowadzane przez frenologów badania czaszek i wnioski wysuwane na tej podstawie były subiektywne i prowadziły do potwierdzenia istniejących ówcześnie stereotypów płciowych czy rasowych. Związku kształtu czaszki ze zdolnościami intelektualnymi, cechami charakteru, czy talentami muzycznymi nie potwierdzono naukowo. 
Podczas gdy Gall poszukiwał naukowych dowodów na poparcie swoich twierdzeń o neuronalnym podłożu różnych funkcji psychicznych (początek neurologii i neuropsychologii), jego współpracownicy rozwijali tę ideę w kierunku pseudonaukowym – jako frenologię.
Gall postulował m.in. że zdolności językowe są związane z przednimi rejonami mózgu. Wielu badaczy prowadziło dyskusję, szukając argumentów potwierdzających tę tezę, bądź jej przeczących. W takie tło właśnie wpisał się Paul Broca, korelując objawy afazji z uszkodzeniem przednich części mózgu (zob. ośrodek Broki, afazja Broki), dzięki czemu jego obserwacje były szeroko cytowane i dość szybko zostały uznane przez innych badaczy (doniesienia na temat objawów afazji i uszkodzenia przednich części mózgu były czynione na długo, zanim Broca ogłosił wyniki swoich badań, lecz nikt ich nie wiązał z frenologią).